# Obóz pracy przymusowej dla Żydów w Tomaszowie Mazowieckim
Obóz pracy przymusowej dla Żydów w Tomaszowie Mazowieckim (niem. Jüdischer Zwangsarbeiterlager in Tomaschow) powstał w pierwszych dniach listopada 1942 roku i istniał do 29 maja 1943 roku.

## Likwidacja getta w Tomaszowie Mazowieckim
W dniach 30 października i 1 listopada 1942 roku naziści zlikwidowali getto tomaszowskie, wywożąc 14 tysięcy Żydów z Tomaszowa Mazowieckiego do obozu zagłady w Treblince. W ten sposób getto tomaszowskie przestało istnieć.
W okresie deportacji pracownicy żydowscy zatrudnieni w Organizacji Todt byli przetrzymywani w zakładach przez 3–4 dni. W ten sposób okupanci niemieccy pozostawili w Tomaszowie Mazowieckim około tysiąca młodych i zdrowych mieszkańców getta jako niezbędną w mieście siłę roboczą.

## Utworzenie tzw. „małego getta”, czyli obozu pracy przymusowej dla Żydów w Tomaszowie Mazowieckim
W pierwszych dniach listopada 1942 roku na niewielkim terenie dawnego getta tomaszowskiego utworzono obóz pracy przymusowej dla Żydów, który popularnie bywa nazywany „małym gettem”. Obszar obozu obejmował zaledwie kilka nędznych budynków, położonych w części zajmowanej uprzednio przez biedotę getta. Na czele obozu postawiono żydowskiego komendanta Samuela Bernsteina, adwokata z Łodzi, poprzednio policjanta zatrudnionego w Żydowskiej Służbie Porządkowej.
Obóz pracy przymusowej, podobnie jak getto tomaszowskie, otoczony był wkoło drutem kolczastym, ale ponadto był przez całą dobę pilnowany z zewnątrz przez dobrze uzbrojonych ukraińskich żołnierzy współpracujących z nazistami. Obozowicze byli nieustannie terroryzowani „akcjami”, które miały utrzymać Żydów w karności i posłuszeństwie.

## Działania eksterminacyjne w obozie pracy przymusowej
Spośród licznych aktów przemocy i bezprawia wymienia się następujące operacje nazistów:
- Akcja Palestyna (5 stycznia 1943 roku) – 250 najzamożniejszych więźniów tomaszowskiego obozu pracy łudzono możliwością wymiany za niemieckich jeńców wojennych i wyjazdu do Palestyny. Wywieziono ich 5 stycznia 1943 roku do getta w pobliskim Ujeździe. Tam ich obrabowano i dnia następnego (6 stycznia 1943 r.) wywieziono do obozu zagłady w Treblince.
- Samuela Bernsteina, żydowskiego komendanta obozu pracy, wywieziono wraz z żoną i synem na cmentarz i tam zastrzelono, choć cała operacja odbywała się pod hasłem wymiany Bernsteinów za niemieckich więźniów przetrzymywanych przez aliantów.
- Akcja purimowa (21 marca 1943 roku) – w dniu żydowskiego święta Purim zamordowano 21 osób, głównie lekarzy i innych przedstawicieli inteligencji.
- Akcja „kosz” albo „stuk” (8 kwietnia 1943 roku) polegała na ograbieniu obozowiczów ze wszelkich kosztowności i rzeczy wartościowych. W czasie tej akcji hitlerowcy zastrzelili kilka osób.

## Liczba więźniów żydowskich w obozie pracy przymusowej
Ogólną liczbę obozowiczów szacuje się na 800-1100 osób.
W początkowej fazie istnienia „małego getta” znajdowało się 1035 obozowiczów (według Cezarego Jabłońskiego). Do obozu pracy przymusowej przeniesiono także kilkudziesięciu młodych Żydów z okolicznych gett powiatu tomaszowskiego, którzy nie zostali deportowani do Treblinki. Zatem początkowo w obozie przebywało około 1100 Żydów.
W ciągu pięciu miesięcy liczba młodych i zdrowych Żydów, przebywających w obozie pracy przymusowej w Tomaszowie, stopniała mniej więcej o jedną trzecią. 1 marca 1943 roku po przeprowadzeniu Akcji Palestyna w obozie przebywało 752 więźniów – 229 kobiet i 523 mężczyzn (w tym 27 osób młodocianych poniżej 10 lat). W marcu wywieziono grupę stu kilkunastu Żydów do pracy w zakładach zbrojeniowych w Pionkach.
W maju 1943 po kolejnych akcjach eksterminacyjnych w „małym getcie” przybywało około 550 osób. Z obozu pracy udało się zbiec nielicznym odważnym i zdesperowanym osobom, między innymi Zenonowi Neumarkowi i Ignacemu Bieżyńskiemu.

## Likwidacja obozu pracy przymusowej
29 maja 1943 roku do obozu pracy (niebawem obozu koncentracyjnego) w Bliżynie koło Skarżyska-Kamiennej wywieziono ok. 500 Żydów (stanowi to mniej niż połowę początkowej liczby).
Pozostawiono około 50 osób do oprzątnięcia i zlikwidowania obozu. Ostatnich 38 Żydów tomaszowskich (przetrzymywanych w tomaszowskiej dzielnicy Kaczka) wywieziono do Starachowic w dniu 5 września 1943 r.